# اگوچی اونیوو

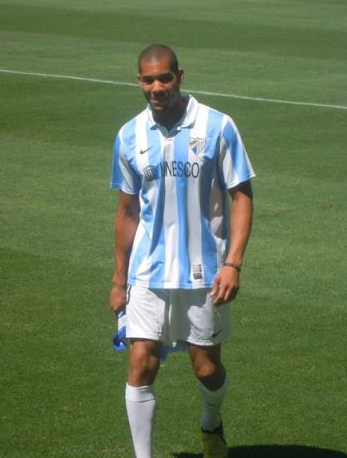

اُگوچی اونیِوُو (به انگلیسی: Oguchialu Chijioke "Oguchi" Onyewu) زاده ۱۳ مه ۱۹۸۲ در واشینگتن دی سی، بازیکن فوتبال آمریکایی است.
او مدافع تیم ملی فوتبال مردان ایالات متحده آمریکا است و هم‌اکنون در باشگاه فوتبال آ ث میلان در سری آ در ایتالیا بازی می‌کند.